# Langedijk
Langedijk là một đô thị của Hà Lan. Langedijk thuộc tỉnh Noord-Holland ở nửa phía bắc Hà Lan. Langedijk có diện tích km2, dân số năm 2010 là người.